# Gentilly
Gentilly – miejscowość i gmina we Francji, w regionie Île-de-France, w departamencie Dolina Marny.
Według danych na rok 1990 gminę zamieszkiwały 17 093 osoby, a gęstość zaludnienia wynosiła 14 486 osób/km² (wśród 1287 gmin regionu Île-de-France Gentilly plasuje się na 171. miejscu pod względem liczby ludności, natomiast pod względem powierzchni na miejscu 887.).